# Lauren Southern
Lauren Southern (Surrey, 16. lipnja 1995.), kanadska politička aktivistkinja, spisateljica i redateljica dokumentarnih filmova. Pisala je za Spikes, International Business Times i The Libertarian Republic te izvještavala za radijske servise BBC-a i CBC-a.
U svom dokumentarcu Farmlands istražuje bijeli genocid koji se provodi nad Afrikanerima u Južnoafričkoj Republici. Svoj istražiteljski i izvjestiteljski rad o europskoj useljeničkoj krizi sažela je u dokumentarcu Borderless, u kojem iznosi priče afričkih i arapskih useljenika na putu prema Europi, kao i uvjete i sigurnost useljeničkih kampova u Grčkoj, rubnom članicom Europske unije i prvom tranzitnom zemljom za useljenike prema putu ka Zapadnoj i Sjevernoj Europi.
Njezini govori na američkim, australskim i kanadskim kampusima nailaze na veliki odjek u javnosti, koja je podijeljena u ocjeni njezina rada. Javno je poduprla identitarističke europske pokrete u borbi protiv ideologije multikulturalizma. Unatoč prozivanjima u pretežito lijevo-liberalnim kanadskim, američkim i europskim medijima glavne struje i obilježavanja Southern od alternativne (alt-right) do krajnje desnice, redom sve ih odbija ističući svoj libertarijanistički politički habitus. Bila je kandidatkinjom Libertarijanističke stranke na Kanadskim federalnim izborima 2015. godine.
Kritičarka je vladavine kanadskog premijera Justina Trudeaua, suvremenih feminističkih koncepata "Kulture silovanja" (rape culture) i ideologije genderizma te demokratskog socijalizma zalažući se za koncepte slobodnog tržišta, umanjivanja uloge države u gospodarstvu (laissez faire) i voluntarizma.

## Vanjske poveznice
- Službene stranice